# 普陀山摩崖石刻
普陀山摩崖石刻，位于中国广西壮族自治区桂林市七星区七星街道七星公园内普陀山。1994年7月8日公布为第四批广西壮族自治区文物保护单位。2001年作为“桂林石刻”之一被列为第五批全国重点文物保护单位。